# مهارات البشر

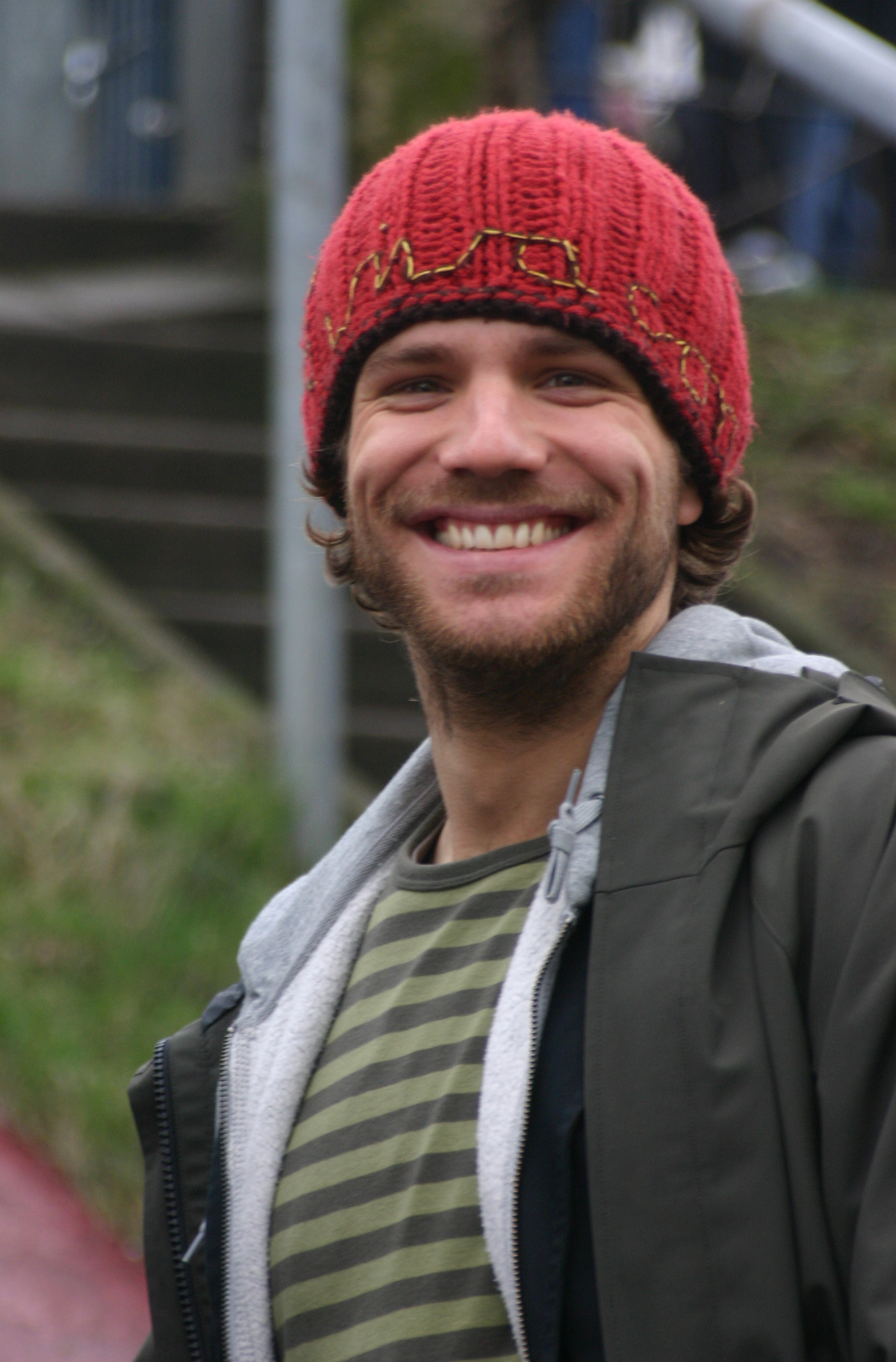

وفقًا لـ جريدة بورتلاند بيزنس (Portland Business Journal)، توصف مهارات البشر (people skills) بأنها:
- فهم أنفسنا وتخفيف حدة ردود أفعالنا
- التحدث بفعالية والتعاطف بشكل صحيح
- إقامة علاقات تتسم بالثقة والاحترام والتفاعلات البناءة.

يوجد تعريف بريطاني لهذا المصطلح؛ ألا وهو "القدرة على التواصل الفعال مع الأشخاص بطريقة ودية، وخصوصًا في الأعمال.” ولم يُدرج هذا المصطلح بعد في القواميس الأمريكية الرئيسية.
يُستخدم مصطلح «مهارات البشر» بحيث يشمل كلاً من المهارات النفسية والمهارات الاجتماعية، ولكنه أقل شمولاً من المهارات الحياتية.

## معلومات تاريخية
إن التوجيهات المتعلقة بمهارات البشر مثبتة منذ عصور قديمة جدًا. ويمكن العثور على مثالين للتوجيهات البشرية المبكرة في العهد القديم. أولاً، في سفر اللاويين الإصحاح 19:18 مذكور: «لا تنتقم ولا تحقد على أبناء شعبك، بل تحب قريبك كنفسك»، وثانيًا من حكم سليمان في الأمثال الإصحاح 15:1 يقول: «الجواب اللين يصرف الغضب والكلام الموجع يهيج السخط.»” ومع ذلك، يجرم الكتاب المقدس «التمّلق» (المزامير 5:9)
أصبحت دراسات العلاقات الإنسانية حركة في فترة العشرينيات، حيث زاد اهتمام الشركات بـ «المهارات الشخصية» ومهارات التفاعل مع الآخرين لدى الموظفين. وفي المؤسسات، بات تحسين مهارات البشر دورًا متخصصًا منوطًا بالمدرب المحترف. وبحلول منتصف الثلاثينيات، استطاع ديل كارينجي نشر مهارات البشر في كتاب كيف تكسب الأصدقاء وتؤثر في الناس (How to Win Friends & Influence People) ودع القلق وابدأ الحياة (Stop Worrying & Start Living) في أنحاء أمريكا، ولاحقًا، في شتى أرجاء العالم.
وفي فترة الستينيات، قدمت المدارس الأمريكية موضوعات وأساليب مهارات البشر - غالبًا كطريقة لتعزيز المزيد من احترام الذات والاتصال والتفاعل الاجتماعي. وقد تضمنت هذه البرامج دورات «التدريب الفعال» لعالم النفس توماس جوردون، بالإضافة إلى العديد من البرامج التدريبية الأخرى. وبحلول فترة الثمانينيات، أدى التركيز على «التعليم التقليدي» و«العودة إلى الأساسيات» القراءة والكتابة والحساب إلى رفض هذه البرامج إلى حدٍ كبير، مع بعض الاستثناءات البارزة.

## الأهمية/التأثير على التعليم
يمكن عزو نسبة كبيرة من حالات الوفيات التي تقع في الولايات المتحدة إلى اضطرابات نفسية واجتماعية في مهارات البشر المتعلقة بإدارة الضغوط والتواصل الاجتماعي الداعم. تتفق السلطات الحكومية والسلطات المعنية بالتجارة والعمل في تقرير لجنة سكرتارية وزارة العمل الأمريكية حول اكتساب المهارات الضرورية (SCANS) على أن مهارات البشر واسعة النطاق ضرورية للغاية لتحقيق النجاح في العمل في القرن العشرين.
وقد جعلت على الأقل مؤسسة واحدة، تحالفات من أجل التطورات النفسية والاجتماعية في التعلم (APAL)، من دعم مهارات البشر المتعلقة بلجنة سكرتارية وزارة العمل الأمريكية حول اكتساب المهارات الضرورية أولوية رئيسية.
توصلت بحوث منظمة اليونسكو إلى أن الشباب الذين يطورون مهارات التحدث/الاستماع ويتعرفون على الآخرين تحسن لديهم الوعي بالذات والتوافق الاجتماعي والعاطفي والسلوك في الفصل، كما انخفضت السلوكيات العنيفة والمدمرة للذات.
وقد حدد المنتدى التعاوني للتعلم الأكاديمي والاجتماعي والعاطفي (CASEL) 22 برنامجًا في الولايات المتحدة يتميز بالشمولية في تغطية التعلم الاجتماعي والعاطفي وفعال فيما يتعلق بالآثار الموثقة.

## كتابات أخرى
- People Skills: How to Assert Yourself, Listen to Others, and Resolve Conflicts (book overview)  Robert Bolton, Touchstone
- People Skills & Self-Management (online guide) Ernest Llynn Lotecka, APAL
- The People Skills Revolution: A Step-by-Step Approach to Developing Sophisticated People Skills  Pamela Milne, Global Professional Publishing

## وصلات خارجية
- Transferable skills